# Marc Oliver Schulze
Marc Oliver Schulze (* 1973 in Salzburg) ist ein österreichischer Schauspieler und Synchronsprecher.
Schulze absolvierte von 1996 bis 1999 eine Ausbildung an der Otto Falckenberg Schule in München. Er wurde zunächst durch seine Rolle als Sylvester Gruber in der Fernsehserie Aus heiterem Himmel bekannt. Später war er an den Münchner Kammerspielen, dem Residenztheater München und am Schauspielhaus Bochum tätig. Seit 2019 ist er Teil des Berliner Ensembles.

## Filmografie
- 1995–1998: Aus heiterem Himmel
- 1997: Maria and Joseph
- 2002: Medicopter 117 (eine Folge)
- 2002: Ich schenk dir einen Seitensprung
- 2002: Morgenstund
- 2002: Nachtrausch
- 2003: Bei aller Liebe (zwei Folgen)
- 2005: Liebe auf den zweiten Blick
- 2006: München 7 (eine Folge)
- 2007: Die Copiloten
- 2007: Inga Lindström – Der Zauber von Sandbergen
- 2007: Der Alte – Folge 318: Heimkehr in den Tod
- 2011: Tatort – Eine bessere Welt
- 2011: Die geerbte Familie
- 2015: Tatort – Kälter als der Tod
- 2015–2016: Sibel & Max (Serie)
- 2015: Unter Verdacht (Fernsehserie, 1 Folge)
- 2016: Alarm für Cobra 11 – Die Autobahnpolizei (Fernsehserie, 1 Folge)
- 2017: Der Alte – Folge 406: Stummer Zeuge
- 2017: Heiter bis Tödlich – Alles Klara
- 2018: Sarah Kohr – Mord im Alten Land
- 2018: Lifelines (Fernsehserie)
- 2019: Mit der Tür ins Haus (TV-Komödie)
- 2020: Tatort: Das fleißige Lieschen
- 2020: WaPo Bodensee (Fernsehserie, 1 Folge)
- 2022: SOKO Köln (Fernsehserie, 1 Folge)
- 2025: Die Drei von der Müllabfuhr – Der Neue
- 2025: Die Drei von der Müllabfuhr – Schutzgeld

## Synchronrollen (Auswahl)

### Filme
- 2000: Matthew Davis in Düstere Legenden 2
- 2001: Adam Garcia in Unterwegs mit Jungs
- 2011: Ashton Kutcher in Freundschaft Plus
- 2013: Ola Björkman in Der Hundertjährige, der aus dem Fenster stieg und verschwand
- 2015: Luke Bracey in Point Break
- 2015: Kristoffer Joner in The Wave – Die Todeswelle
- 2015: Fares Fares in Kind 44
- 2019: Forky in Toy Story 4

### Serien
- 2000: Eric Mabius in Party of Five
- 1998–2006: Ashton Kutcher in Die wilden Siebziger
- 2005: Antonio Cupo in Taken
- 2005: Frederick Koehler in Taken
- 2017: Michael DelGuidice in Kevin Can Wait
- 2017–2020: Nicholas Gonzalez in The Good Doctor

### Videospiele
- 2013: als Ryan Clayton in Beyond: Two Souls
- 2017: als Ethan Winters in Resident Evil 7: Biohazard
- 2017: als Sonnenkönig Avad in Horizon Zero Dawn
- 2017: als Asav in Uncharted: The Lost Legacy
- 2018: als Android Simon in Detroit: Become Human
- 2021: als Ethan Winters in Resident Evil Village

## Theater
- Residenztheater München: Kabale und Liebe (von Friedrich Schiller)
- Seit 2009, Schauspiel Frankfurt:
- Ödipus/Antigone
- Das Weisse Album
- Hautnah
- Romeo und Julia
- Durst
- Faust 1 von Johann Wolfgang von Goethe als Faust (2012, Regie Stefan Pucher)
- Felix Krull, Berliner Ensemble (2019, nach Thomas Mann, Bearbeitung von Alexander Eisenach)
- Sarah, Berliner Ensemble (2021, nach dem Roman von Scott McClanahan, Bearbeitung und Regie Oliver Reese)[3]